# Højfrekvenshandel
Højfrekvenshandel er defineret som 'algoritmisk handel  med finansielle instrumenter ved hastigheder, hvor den fysiske latens i den mekanisme, som fremsender, annullerer eller ændrer ordrer, bliver den afgørende faktor med hensyn til den tid, det tager at formidle instruksen til en markedsplads eller udføre en transaktion'. 
Computerteknologi anvendes indenfor finansiel virksomhed ved handel med værdipapirer, også kaldt finansielle instrumenter. Handlerne, også kaldt finansielle transaktioner, afvikles ved hjælp af computerprogrammer, hvis algoritme udtrykker vilkårene for køb eller salg af et værdipapir. 
Disse handler foregår ved at computerprogrammer afvikler køb og salg af værdipapirer på basis af analyse af markedsdata og vilkår (f eks max. købspris). De markedsdata, der foreligger i den sidste periode før handlen indgås, er mest informative. Computerkraft bruges til at signalere købs-, salgs- og annullationsordrer med meget korte tidsintervaller, brøkdele af sekunder. Desuden beholder køber typisk værdipapiret i meget kort tid. Det er denne algoritmebaserede handel, der udnyttes til det, der kaldes højfrekvenshandel eller high frequency trading. 
Der bygges derfor computercentre tæt ved de børser, hvor handlen foregår (co-location) og børserne giver udvalgte kunder adgang til markedsdata (sponsored access) . Endvidere investeres i disse år milliarder af kroner i nye kommunikationsforbindelser mellem finanscentrene, så det bliver muligt for børsmarkedet ét sted at reagere bogstavelig talt øjeblikkeligt på udsving i markedet et andet sted. Fiberkablerne mellem Chicago og New York får derfor følgeskab af nye mikrobølgesystemer, som alene har til formål at kappe to millisekunder af transmissionstiden.

## Konsekvenser og kritik af højfrekvenshandel
I dag har højfrekvenshandlen gjort, at den gennemsnitlige tid en aktie ejes ifølge The Wall Street Journal er nede på 22 sekunder. Ifølge børsmæglerforeningens formand Steen Blaafalk fra Danske Bank foretages mere end 45 procent af alle aktiehandler i Danmark i dag af algo- og højfrekvent trading. I USA er tallet ifølge finanshuset Morgan Stanley allerede oppe på 84 procent. Sådanne handler er i USA blevet kritiseret for at stå bag det såkaldte ’Flash Crash’ i maj 2010, hvor Dow Jones aktieindekset på et kort tid faldt med 9 procent.
Der er derfor rejst kritik af en praksis, hvor nogle markedsdeltagere får fortrin mod betaling, bl a adgang til andre markedsdeltageres informationer om bud og priser. Hertil kommer, at dem, der er begunstiget af hurtig adgang til børsen påvirker (læs: forvrænger) prisdannelsen i markedet ved at placere og straks derefter tilbagetrække ordrer. Børserne skiftede omkring år 2000 status til at være aktieselskaber . En øget omsætning ved børserne kan nu øge udbytterne, og også dette forhold er i modstrid med børsernes forpligtelse til at være en velordnet markedsplads for alle på lige vilkår.
"Børsmarkedet er med mikrobølger og algoritmer blevet frakoblet virkeligheden, når værdipapirer kun ejes i få millisekunder ad gangen. Hovedparten af handlen med aktier og råvarer har i dag ikke til formål at understøtte den teknologiske og økonomiske udvikling i samfundet. Der er flere eksempler på, at højfrekvenshandel har været årsag til momentane børskrak, som også har påvirket den reelle verden negativt. .. flere EU-lande slår til lyd for en skat på finansielle transaktioner .. En teknologisk løsning i form af tidsforsinkelser, som aftales gennem WTO, eller en form for myndighedstjek af algoritmerne kan også tænkes." 

## Officielle reaktioner

### Danmark
Finanstilsynet har noteret sig de nye handelsformer på børserne:
Den øgede brug af teknologi inden for børshandlen kan bidrage til øget likviditet og mere effektive markeder. Men samtidig kan computerstyrede handelsstrategier, herunder algoritmehandel og højfrekvenshandel (HFT), føre til markedsmisbrug eller ustabilitet. Det såkaldte ”Flash Crash” i USA i maj 2010 og flere lignende episoder på børserne er blevet tilskrevet en utilsigtet effekt af udbredt brug af blandt andet algoritmehandel.
Fra en tilsynsmæssig synsvinkel udestår det fortsat at identificere samtlige risici i forbindelse med algoritmehandel og HFT. Finanstilsynet vil i de kommende år arbejde på at identificere og adressere risici. Herunder skal der ske en kortlægning af markedet og aktørerne, samt gennemføres en række tilsynsmæssige aktiviteter i forhold til markedspladsernes evne til effektivt at overvåge handelen og markedspladsernes foranstaltninger til at skride ind i tilfælde af markedsforstyrrelser.

### Tyskland
I Tyskland er der 28. februar 2013 vedtaget en lov, der skal forhindre farer og misbrug ved højfrekvenshandel . Loven trådte i kraft 15. maj 2013. 

### EU
Finanskrisen 2007-2010 var anledning til, at Den Europæiske Union i 2011 påbegyndte revision af det såkaldte MiFID-direktiv. Europa-Parlamentets økonomi- og valutaudvalg, (ECON), argumenterede i den sammenhæng bl a for en skærpet reguleringen af højfrekvenshandel. Den 14. januar 2014 blev der indgået en aftale mellem repræsentanter for EU-Parlamentet og Ministerrådet om at regulere de finansielle markeder og produkter, samt at begrænse højfrekvent handel. 

### USA
I 2013 begyndte Federal Bureau of Investigation (FBI) en undersøgelse af, om nogle markedsaktører disponerer forud for andre investorer på basis af informationer, som ikke er tilgængelig for alle i markedet. Offentliggørelsen af, at undersøgelsen var iværksat, kom umiddelbart efter lancering af Michael Lewis' bog om emnet:  Flash Boys